# Osterfeldsee
Der Osterfeldsee ist ein unmittelbar zur Weser gelegener Angelsee in Privateigentum bei Beverungen in Nordrhein-Westfalen.

## Lage
Der Osterfeldsee liegt im Weserbergland bei Beverungen. Direkt am See verläuft der Weser-Radweg. Direkt östlich des Sees verläuft die Weser.

## Fischerei
Der ehemalige Baggersee bietet Angelplätze,  Flach- und Tiefwasserzonen, Buchten und Inseln sowie einen guten Fischbestand. Die schwer erreichbaren Uferzonen der Inseln bieten gute Laich- und Schutzgebiete für Hecht und Zander.